# Hésziodosz
Hésziodosz (ógörögül Ἡσίοδος) (i. e. 8. század első fele) görög epikus költő.
Családja a kis-ázsiai Künnéből származott, innen települtek át a boiótiai Aszkrába. Apja halála után Hésziodosz testvére, Perszész szerezte meg Aszkra vezetőinek segítségével a családi örökség legnagyobb részét, emiatt elszegényedett. Életének ez a szakasza nagy hatással volt legfontosabb alkotására, a Munkák és napokra. A műben a görög kisember mindennapi életét, túlélését és gondjait írja meg, főként a mezőgazdaságra és az állattenyésztésre fókuszálva.
Életéről keveset lehet tudni, de néhány művében több ízben is maga ad némi tájékoztatást róla. Az irodalmi hagyomány alapján magas kort ért meg. Halálával kapcsolatosan a források a leggyakrabban erőszakos haláláról számolnak be, illetve hogy testét a tengerbe dobták, míg más források annyit közölnek, hogy Orkhomenosz városában temették el.
Az ókorban a legfontosabb költők között tartották számon, hatása és népszerűsége még a késő római korban is fellelhető volt. Jelentős szerepet játszott az ógörög nyelv epikus dialektusának kialakulásában és terjedésében. Két munkája is fennmaradt: a Munkák és napok és az Istenek születése (Theogónia). Emellett néhányan neki tulajdonítják az „Asszonykatalógus” című öt könyvből álló költeményt is, amelyet azonban sokan néhány évtizeddel későbbinek tartanak.

## A hésziodoszi theogónia
Hésziodosz a már meglévő mitológiai anyagot rendezi át, külön figyelmet szentelve Zeusz tekintélyének és nagyságának a leírására. A jelenlegi világot igyekszik visszavezetni minimális számú primer elemre, amely primer elemekből aztán az egymást követő generációk során át levezethető a világ általunk tapasztalható változatossága. Hésziodosz szerint a kozmosz jelenlegi állapotát és működését úgy érthetjük meg leginkább, ha felkutatjuk azt az eseménysort, amely elvezetett a jelenlegi állapotig. Végül Zeusz megszerzi a legfőbb hatalmat az összes többi isten felett és megalapítja isteni királyságát . A Theogónia című műve arról szól, hogy miképpen jön létre egy olyan hatalom, amelynek minden más isteni és emberi hatalom alá van vetve: Hésziodosznak a Múzsák éneklik el azt „ami van, ami lesz, és ami volt”, ő a Múzsák énekét jegyzi le az emberek számára. A Múzsák dalukat a kezdettel kezdik, és sorra veszik az egyes istengenerációkat a Föld és az Ég (Gaia és Uranosz) gyermekeitől kezdve, Zeuszon és testvérein, valamint a gigászok nemzetségén át egészen az emberek generációiig.
Hésziodosz rögtön a genealógia elején, még az első nemzés útján született istenség előtt bevezeti Erószt, aki a szexuális úton történő születés princípiumaként funkcionálhat. A szexuális modellnek azonban vannak alternatívái is. Találunk példát arra is, főképp a genealógia elején, amikor az új elemek nem két istenség nászából, hanem egy alak belső differenciálódásával jönnek létre (Gaia önmagából, egy másik istenséggel való párosodás nélkül hozza létre a hegyeket, ligeteket és a tengert). Egy harmadik lehetőség, amikor az új elem mesterséges alkotás, megformálás útján születik (Hésziodosznál Pandora mítoszában találunk rá példát).
Hésziodosznál a fizikai világ főbb régiói is ilyen módon, primerebbnek tartott elemekből nemzés illetve differenciálódás révén jönnek létre. A fizikai világ felépítéséről Hésziodosz több fázisban, alkalmanként egymásnak ellentmondó módon, talán több, egymással nem konzisztens hagyomány alapján beszél. Az egyik legjelentősebb vonatkozó momentum a föld és az ég szétválása. A legvalószínűbb értelmezés szerint Khaosz – akinek/aminek neve a 'tátong', 'megnyílik' jelentésű tőből vezethető le – már eleve a kozmogónia kezdetét jelentő mozzanatot, az ég és a föld között megnyíló hasadékot jeleníti meg. Ezzel jól összeegyeztethető, hogy Gaia, a Föld, közvetlenül Khaosz után következik. Ellene szól viszont az, hogy Uranosz csak egy lépéssel később, Gaiától születik. A föld és az ég szétválásának egy harmadik fázisa is van azonban. A szimbolizáció egy másik szintjén, de ugyanezt fejezi ki az az epizód is, amikor Gaia kérésére Kronosz kasztrálja a Gaiára ránehezedő Uranoszt.

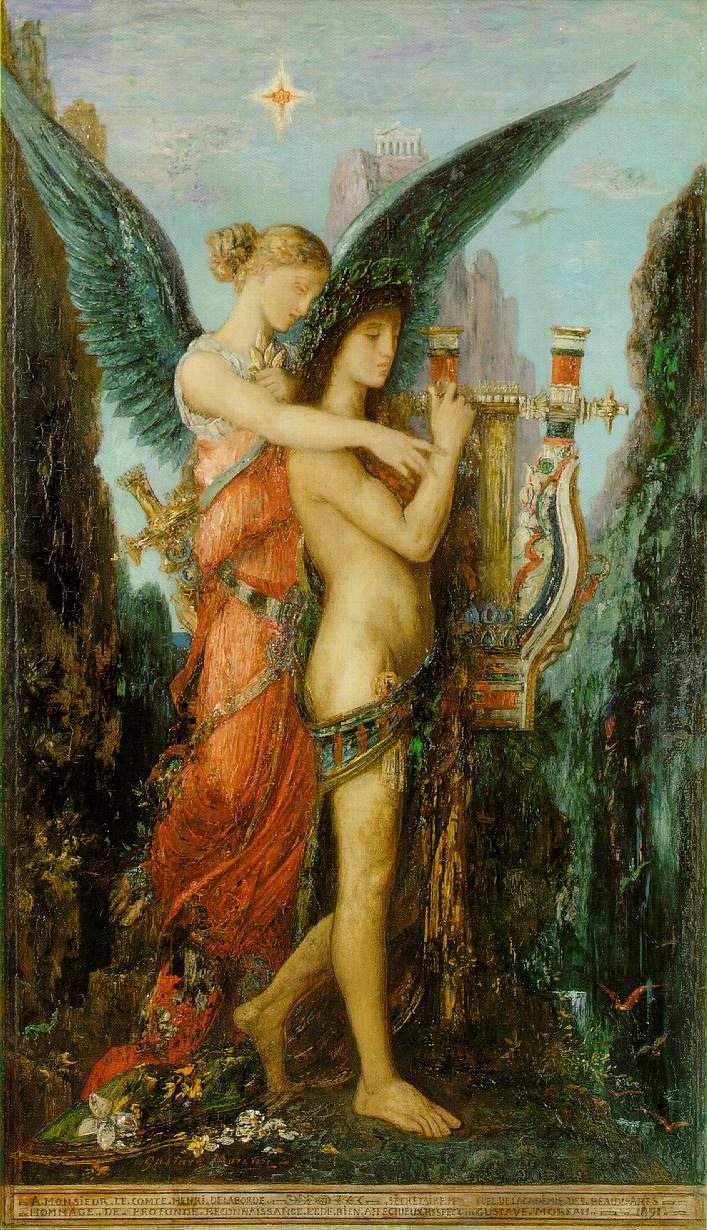
Hésziodosz és egy múzsa, Gustave Moreau festménye, Musée d'Orsay (Párizs)

Hésziodosz világának egy további nagy tájékát a Tartarosz jelenti. A Tartaroszra vonatkozó leírások azért is lényegesek számunkra, mert ezek tartalmazzák a legfontosabb utalásokat a nagy világrégiók egymáshoz képest elhelyezkedésével kapcsolatban. A Tartarosz rögtön a genealógia elején megjelenik (119. sor), mint „a széles föld ködös gödre”. A későbbiekben a Tartaroszról kapunk egy mintegy száz sornyi leírást – megjegyzendő, hogy az egész Istenek születésében messze ez a leghosszabb leíró rész. A Tartarosznak lényeges funkciója van az alapítás-mítoszban is. Zeusz ide zárja a Titánokat, azokat az erőket, amelyek fenyegetni tudnák hatalmát. De a Tartaroszban lakik még egy sor további sötét alak is. Itt van az Éjszaka háza, és itt lakik az Éjszaka két legfélelmetesebb gyermeke, az Álom és a Halál, Hüpnosz és Thanatosz is. Továbbá itt van Hadész birodalma, és itt található a Sztüx is.
Tartarosz olyan messze van a földtől, mint a föld az égtől: az égből ledobott üllő kilenc napig repül, aztán a tizediken eléri a földet, a földről ledobva pedig kilenc napig repül, és a tizediken eléri a Tartaroszt. Ez rögtön fontos számunkra, hiszen megtudhatjuk belőle, hogy a világ alapvetően szimmetrikus módon épül fel. Három nagy régió: középen a föld, fenn és lenn ugyanolyan távolságra az ég és a Tartarosz. A szimmetria kifejezésén túl a leírás konkrét számokat is tartalmaz: kilenc napig repül az üllő. A szimmetria azonban tovább is megy. Abból, hogy az üllő le tud hullani a földtől a Tartaroszig, arra kell következtetnünk, hogy e két régió között is valamilyen űrnek kell lennie. E hasadéknak azonban további kozmológiai funkciói is vannak: a szövegünk a 736-740. sorban (aminek ismétlését a 808-811. sorban is megtaláljuk) azt mondja, hogy:
„Ott a sötét földnek meg a földmély Tartaroszának,
terméketlen tengernek meg a csillagos égnek,
sorban mindennek forrása van és a határa
szörnyű dohszagban, mit az istenek is megutáltak,
mély gödör, oly mély, hogy nyílásától a fenekéig az sem jut ki.''
A hasadék tehát nemcsak elhatárolja egymástól a nagy világrégiókat, de egyben „forrása” is azoknak. Az üllő esését leíró rész alapján eddig azt feltételeztük, hogy a világ három nagy régiója horizontálisan épül egymásra: az ég a föld fölött, a Tartarosz a föld alatt helyezkedik el.
A horizontnál a nagy világrégiók (föld, Tartarosz, tenger, ég) összeérhetnek:
Ott a sötét földnek meg a földmély Tartaroszának,
terméketlen tengernek meg a csillagos égnek,
sorban mindennek forrása van és a határa.''
Hésziodosz a világ keletkezését Khaoszból eredezteti majd fokozatosan halad a kozmikus alkotórészek felől egészen az emberszerű lényekig. Hogy mit is értett Hésziodosz a „kháosz”- on több elmélet is született: Cornford szerint a „Kháosz jött létre” fordulat arra utal, hogy a föld és az égbolt között tátongó nyílás jött létre, azaz, hogy a kozmogónia első lépése a föld és az ég szétválása volt. Azonban az ég, Uranusz születése később történik meg. Zeuszhoz érvén azonban felvetődik a probléma ki is a legfontosabb számunkra az, aki az időben első, vagy aki rang szerint első?
Hésziodosznál nem beszélhetünk tulajdonképpeni kozmológiáról, hiszen Hésziodosz a világ főbb tájainak leírását nem rendezi egy koherens, szisztematikus és sematizálható egésszé. Ez még nem „a végtelenség térképe”.

## Történelemszemlélete

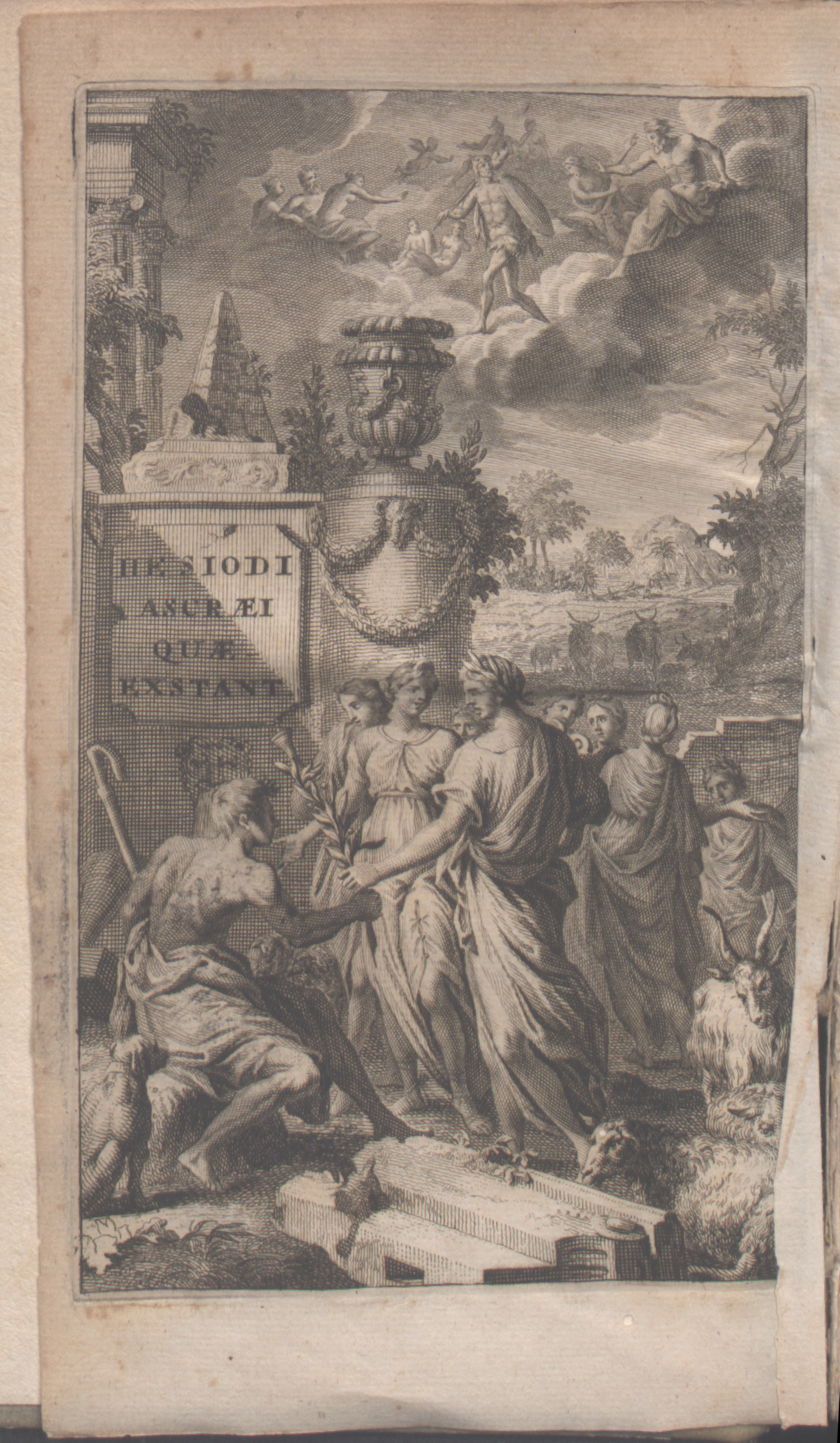
Hesiodi Ascraei quaecumque exstant, 1701

A Munkák és napokban a történelmet öt szakaszra (faj, genosz) osztja:
1. Aranykor: az emberek az istenekhez hasonlóan gondtalanul, szenvedés és mindennapi munka nélkül éltek; békésen, öregedés nélkül haltak meg.
2. Ezüstkor: kegyetlenség, a háborúk tomboló szeretete; az emberek lázadtak minden isteni ellen és fiatalon haltak meg.
3. Rézkor: rendkívüli fizikai erejű faj élete, mely állandó háborúskodásban önmagát pusztította el.
4. Hősök kora: nemes emberek és félistenek kora, akik szintén háborúkban pusztították el magukat; ezek egyike a trójai háború
5. Vaskor: Hésziodosz és a hétköznapi emberek kora, nem kínál mást, mint szenvedést, igazságtalanságot, a jóindulat általános hiányát, öregedést és halált.

Mindezek alapján Hésziodosz szerint a történelemnek kontinuitása, folyamatossága és iránya van: a történelem a hanyatlás története!

## Magyarul
- Munkák és napok; ford., bev., jegyz., tan. Trencsényi-Waldapfel Imre; Akadémiai, Bp., 1955 (Görög és latin írók)
- Istenek születése Theogonia; ford., jegyz. Trencsényi-Waldapfel Imre; Akadémiai, Bp., 1967 (Az Ókortudományi Társaság kiadványai)
- Istenek születése / Munkák és napok. Költemények; ford., utószó Trencsényi-Waldapfel Imre, szerk. Zsolt Angéla; Magyar Helikon–Európa, Bp., 1974 (Az ókori irodalom kiskönyvtára)

## Szakirodalom
- Falus Róbert: Apollón lantja. A görög-római irodalom kistükre. Móra Ferenc Könyvkiadó, Bp., 1982
- Falus Róbert: Az ókori görög irodalom története, Gondolat, Bp., 1964
- Ritoók-Sarkady-Szilágyi: A görög kultúra aranykora. Gondolat, Bp., 1984